# Las Canoras
Las Canoras är en ort i Mexiko.   Den ligger i kommunen Carbó och delstaten Sonora, i den nordvästra delen av landet, 1 700 km nordväst om huvudstaden Mexico City. Las Canoras ligger 506 meter över havet och antalet invånare är 446.
Terrängen runt Las Canoras är huvudsakligen platt, men österut är den kuperad. Runt Las Canoras är det mycket glesbefolkat, med 3 invånare per kvadratkilometer. Det finns inga andra samhällen i närheten. Omgivningarna runt Las Canoras är i huvudsak ett öppet busklandskap.